# Lijst van Ämter in Brandenburg

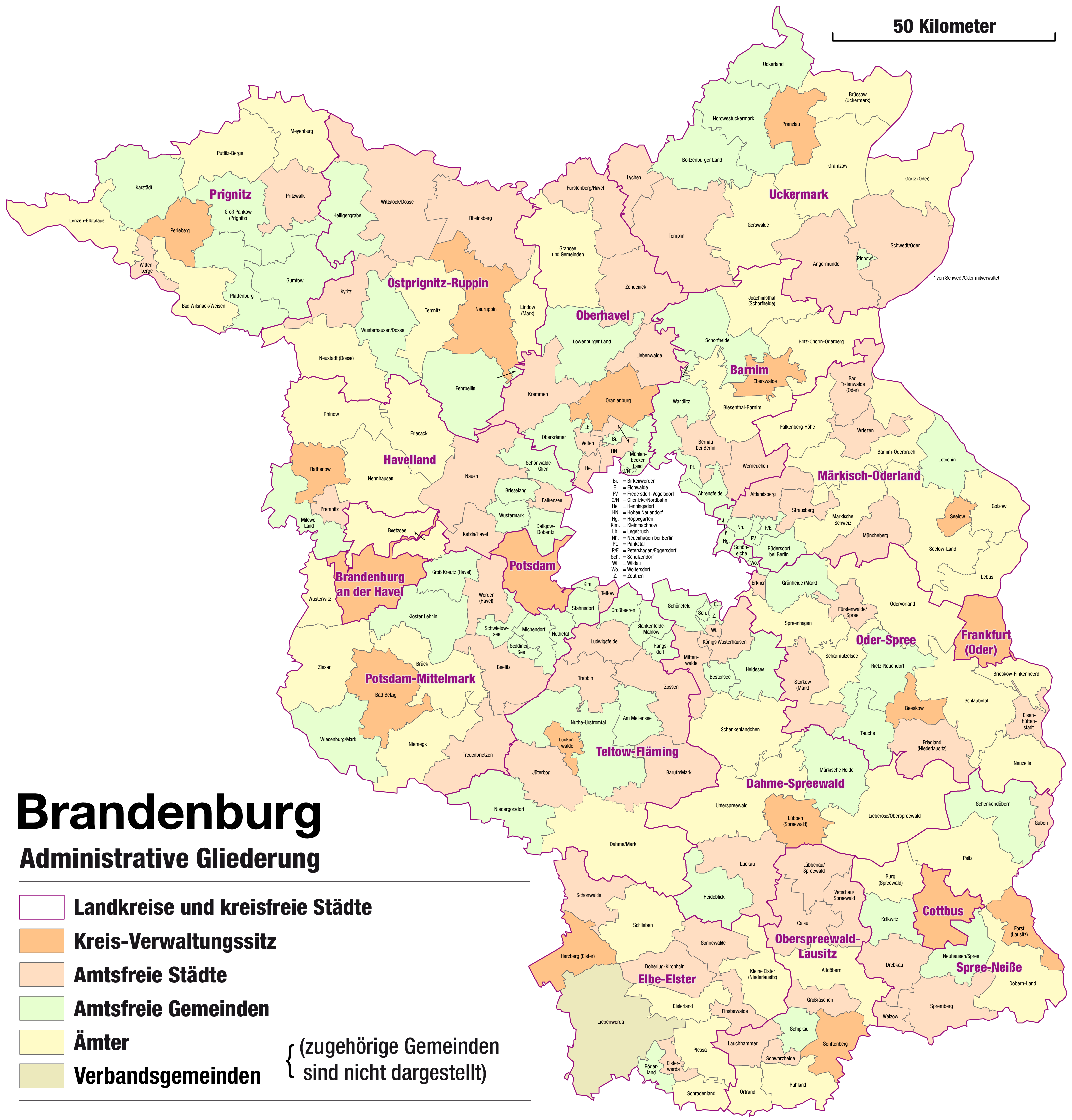

Deze lijst van Ämter in Brandenburg is gesorteerd op district (Landkreis), met tussen haakjes het auto-kenteken. Een alfabetisch gesorteerde lijst is (voor de reeds in Wikipedia opgenomen verbandsgemeinden) terug te vinden in de categorie Amt in Brandenburg.
Van de 419 zelfstandige steden en gemeenten in Brandenburg behoren er 271 tot een van de 53 Ämter.

## Landkreis Barnim(BAR)
- Amt Biesenthal-Barnim
- Amt Britz-Chorin-Oderberg
- Amt Joachimsthal (Schorfheide)

## Landkreis Dahme-Spreewald(LDS)
- Amt Golßener Land
- Amt Lieberose/Oberspreewald
- Amt Schenkenländchen
- Amt Unterspreewald

## Landkreis Elbe-Elster(EE)
- Amt Elsterland
- Amt Kleine Elster (Niederlausitz)
- Amt Plessa
- Amt Schlieben
- Amt Schradenland

## Landkreis Havelland(HVL)
- Amt Friesack
- Amt Nennhausen
- Amt Rhinow

## Landkreis Märkisch-Oderland(MOL)
- Amt Barnim-Oderbruch
- Amt Falkenberg-Höhe
- Amt Golzow
- Amt Lebus
- Amt Märkische Schweiz
- Amt Neuhardenberg
- Amt Seelow-Land

## Landkreis Oberhavel(OHV)
- Amt Gransee und Gemeinden

## Landkreis Oberspreewald-Lausitz(OSL)
- Amt Altdöbern
- Amt Ortrand
- Amt Ruhland

## Landkreis Oder-Spree(LOS)
- Amt Brieskow-Finkenheerd
- Amt Neuzelle
- Amt Odervorland
- Amt Scharmützelsee
- Amt Schlaubetal
- Amt Spreenhagen

## Landkreis Ostprignitz-Ruppin(OPR)
- Amt Lindow (Mark)
- Amt Neustadt (Dosse)
- Amt Temnitz

## Landkreis Potsdam-Mittelmark(PM)
- Amt Beetzsee
- Amt Brück
- Amt Niemegk
- Amt Wusterwitz
- Amt Ziesar

## Landkreis Prignitz(PR)
- Amt Bad Wilsnack/Weisen
- Amt Lenzen-Elbtalaue,
- Amt Meyenburg
- Amt Putlitz-Berge

## Landkreis Spree-Neiße(SPN)
- Amt Burg (Spreewald)
- Amt Döbern-Land
- Amt Peitz

## Landkreis Teltow-Fläming(TF)
- Amt Dahme/Mark

## Landkreis Uckermark(UM)
- Amt Brüssow (Uckermark)
- Amt Gartz (Oder)
- Amt Gerswalde
- Amt Gramzow
- Amt Oder-Welse